# Ostatni kosmyk nocy
Ostatni kosmyk nocy – czwarty album kompilacyjny, zawierający w większości nigdy niepublikowane nagrania radiowe, krajowe i zagraniczne (NRD) z lat 1971–1974, najbardziej rockowych wcieleń grupy Niebiesko-Czarni, który ukazał się w 2017 roku nakładem wydawnictwa Kameleon Records (KAMCD 53). Otwierają go zarejestrowane w 1971 roku w Polskim Radiu trzy utwory, przywołujące swym klimatem rock-operę Naga: nieco latynoski Nicolaus; łączący jazzową swobodę z ciężkim rockiem – z niewiadomych przyczyn wyciszony po blisko trzech minutach utwór Zostań marzeniem i siedmiominutowy, również dość ciężki blues, pt. Cienie na wietrze, gdzie wyeksponowane zostają ogromne możliwości wokalne Wojciecha Kordy. Następna w kolejności, tj. pierwsza, radiowa wersja Nagiej z 1972 roku (dłuższa od tej zawartej na longplayu) została przez zespół zaprezentowana w programie TVP Poznań. Na albumie wyróżnia się m.in. siedem utworów zarejestrowanych w studiach nagraniowych wschodnio-niemieckiej rozgłośni radiowej (w dniach 8–12 listopada 1972) z których do momentu wydania tej płyty, opublikowano została tylko niemieckojęzyczna wersja utworu O nagiej prawdzie słuchaj pieśni (na winylowej kompilacji Amigi pt. Hallo nr. 7), utrzymanego w stylistyce formacji Colosseum i portretującego Niebiesko-Czarnych w szczytowej, progresywnej formie. Natomiast pozostałe sześć nagrań popadło w zapomnienie zarówno ze strony muzyków zespołu, jak i jego największych fanów – w tym pięć, będących alternatywnymi wersjami utworów pochodzących z Nagiej (zespół zabrzmiał w nich o wiele potężniej i pełniej, niż w być może bardziej selektywnych, lecz pozbawionych energii wersjach płytowych, dokonanych w studiu Polskich Nagrań) i cover utworu Them Changes. Jest to kompozycja Buddy’ego Milesa, wykonywana m.in. przez zespół Jimiego Hendrixa. Siedem utworów z ostatniej sesji nagraniowej zespołu z 1974 roku (m.in. Tu jest świat, Musisz się zakochać, Komunikat – proszę odprowadzić czy jedyny utwór zaśpiewany podczas tych nagrań przez Wojciecha Kordę Pochwała śpiewania), łączą bardziej przystępną melodykę, niż na songach z Nagiej z wciąż dość eksperymentalnym, oryginalnym brzmieniem Niebiesko-Czarnych z lat 70.. Nagrania zostały zremasterowane z taśm matek, zaś card sleevie z 20-stronicową książeczką, wypełniony jest unikatowymi zdjęciami Niebiesko-Czarnych z epoki i zawiera profesjonalnie przedstawioną historię zespołu. Wydawnictwo zostało przygotowane we współpracy z jego wokalistą – Wojciechem Kordą.

## Lista utworów[3]
1. „Nikolaus” (muz. Zbigniew Podgajny – sł. Zbigniew Biegański) – 4:57
2. „Cienie na wietrze” (muz. Janusz Popławski – sł. Marta Bellan) – 7:23
3. „Zostań marzeniem” (muz. Wojciech Korda – sł. Czesław Niemczuk) – 2:48
4. „Naga”, wersja radiowa (muz. Wojciech Korda – sł. Grzegorz Walczak) – 4:53
5. „O nagiej prawdzie słuchaj pieśń”, wersja niemiecka (muz. Janusz Popławski – sł. Grzegorz Walczak, tł. Kurt Demmler) – 6:35
6. „Song przeciwieństw”, wersja niemiecka (muz. Zbigniew Podgajny – sł. Grzegorz Walczak) – 4:00
7. „Tańcz wolna wyspo”, wersja niemiecka (muz. Janusz Popławski – sł. Grzegorz Walczak) – 5:41
8. „Na pagórkach ciszy”, wersja niemiecka (muz. Wojciech Korda – sł. Grzegorz Walczak, tł. Kurt Demmler) – 2:42
9. „Naga”, wersja niemiecka (muz. Wojciech Korda – sł. Grzegorz Walczak) – 3:26
10. „Opowiesz nam mały boy”, wersja niemiecka (muz. Wojciech Korda – sł. Grzegorz Walczak) – 3:59
11. „Them Changes” (muz. i sł. Buddy Miles) – 5:41
12. „Przyjaciół poznaje się w słońcu” (muz. Wojciech Korda – sł. Agnieszka Osiecka) – 3:54
13. „Ostatni kosmyk nocy” (muz. Zbigniew Podgajny – sł. Maciej Grady) – 3:11
14. „Tu jest świat” (muz. Janusz Popławski – sł. Jacek Podkomorzy) – 3:39
15. „Musisz się zakochać” (muz. Janusz Popławski – sł. Jacek Podkomorzy) – 3:54
16. „Komunikat – proszę odprowadzić” (muz. Wojciech Korda – sł. Agnieszka Osiecka) – 3:24
17. „Pochwała śpiewania” (muz. Wojciech Korda – sł. Agnieszka Osiecka) – 3:35
18. „Gdybyś ty mi kupił” (autorstwo nieustalone) – 2:26

## Skład zespołu[3]
- Ada Rusowicz – śpiew
- Wojciech Korda – śpiew
- Janusz Popławski – gitara
- Zbigniew Podgajny – organy Hammonda
- Wiesław Żakowicz – saksofon
- Andrzej Pawlik (1–4) – gitara basowa[2]
- Joachim Rzychoń – gitara basowa
- Benedykt Radecki – perkusja (1–3)[2]
- Marek Ślazyk – perkusja (4)[2]
- Władysław Jagiełło – perkusja (5–11)[2]
- Jerzy Dąbrowski – perkusja

## Gościnnie[3]
- Aleksander Bem – śpiew, instrumenty perkusyjne (15, 16)

## Opracowanie[3]
- Notka na okładce – Adam Śmiech, Paweł Nawara
- Redakcja, mastering, opracowanie graficzne – Paweł Nawara
- Koordynacja projektu – Marek Trepko
- Obróbka zdjęć – Dorota Szczepańska
- Zdjęcia: Marek Karewicz, Henryk Rosiak, Forum, archiwum zespołu